# 왕손 소
왕손 소(王孫蘇, ? ~ ?)는 춘추 시대 주나라의 경사(卿士)이다.

## 생애
기원전 613년 4월, 주 경왕이 죽자 주공(周公) 열(閱)과 왕손 소가 정쟁을 벌였고, 진나라 조 선자가 이 일을 평정하였다. 왕손 소와 소 대공(召戴公), 모백 위(毛伯衛)는 왕실에서 정적이었다. 기원전 594년 여름, 왕손 소가 왕자 첩(捷)을 보내 소 대공과 모백 위를 죽였고, 소양(召襄)을 소(召)나라의 군주로 세웠다. 일설에는 왕손 소가 곧 왕숙 환공이라고 한다.